# Zelleria wolffi
Zelleria wolffi is een vlinder uit de familie stippelmotten (Yponomeutidae). De wetenschappelijke naam is voor het eerst geldig gepubliceerd in 1983 door Klimesch.
De soort komt voor in Europa.